# Proto-esperanto
Proto-esperanto (în esperanto pra-Esperanto) este termenul modern folosit pentru oricare dintre etapele evoluției proiectului lingvistic esperanto al lui L. L. Zamenhof, înainte de publicarea Unua Libro în 1887.

## Lingwe uniwersaladin 1878
Încă de când era copil, Zamenhof a avut ideea de a introduce o limbă auxiliară internațională care să fie folosită ca mijloc de comunicare între diferitele naționalități. Inițial el a vrut să reînvie o formă latină sau greacă simplificată, dar când a crescut a început să creadă că ar fi mai bine să creeze o nouă limbă în acest scop. În timpul adolescenței, el a lucrat la un proiect lingvistic până când l-a crezut că este pregătit pentru o demonstrație publică. Pe 17 decembrie 1878 (cu aproape un an înainte de prima publicare a unei schițe a limbii volapük), Zamenhof a sărbătorit ziua sa de naștere și nașterea limbii împreună cu niște prieteni, cărora le-a plăcut proiectul. Zamenhof a numit limba sa Lingwe Uniwersala („limba universală”).
W este folosit pentru v. Toate literele esperanto moderne sunt atestate, în afară de ĉ, ĝ, ĥ, ĵ, ŝ, ŭ. Formele verbale cunoscute sunt -á la prezent, -ó la imperativ, -se la infinitiv. Substantivele erau terminate cu -e la singular și cu -es la plural; articolul era la singular la și la plural las. Se pare că nu exista cazul acuzativ și că accentul era la fel ca în limba esperanto modernă, cu excepția cazului când se aflau în terminații, ca în -á și -ó.
Doar patru versuri ale etapei Lingwe uniwersala (din 1878) a formării limbii esperanto rămân, dintr-un cântec pe care Zamenhof l-a compus mai devreme:
| Malamikete de las nacjes,   | Dușmănie dintre națiuni,       |
| Kadó, kadó, gem temp' esta; | Cazi, cazi, este timpul!;      |
| La tot' homoze în familje   | Toată omenirea, într-o familie |
| Konunigare deci debá.       | Trebuie să se unească.         |

În varianta modernă a limbii esperanto, aceste versuri ar fi scrise astfel,
Malamikeco de la nacioj,
Falu, falu, jam temp' estas;
La tuta homaro en familion
Unuiĝi [= kununuigi sin] devas.
Jam temp' está rămâne o expresie în limba esperanto modernă, o aluzie la acest cântec.

## Lingvo universaladin 1881
În timp ce se afla la universitate, Zamenhof și-a înmânat creația tatălui său, Mordechai, pentru păstrarea în condiții de siguranță până când el își va termina studiile medicale. Tatăl său, neînțelegându-i ideile și, probabil, anticipând apariția unor probleme cu poliția țaristă, a ars munca fiului său. Zamenhof nu a aflat acest lucru până când s-a întors de la universitate în 1881, moment în care și-a reluat proiectul. Un exemplu din această a doua fază a formării limbii este extras dintr-o scrisoare din 1881:
Ma plej kara [ami] miko, kvan ma plekulpa plumo faktidźas tiranno pu to. Mo poté de cen taj brivoj kluri, ke sciigoj de [tuc fuc] fu-ći specco debé[j] blessi tal fradral kordol; mo vel vidé tol jam ...
În varianta modernă: Mia plej kara amiko, neniam mia senkulpa plumo fariĝus tirano por ci. Mi povas de cent ciaj leteroj konkludi, kiel sciigoj de tiu-ĉi speco devas vundi cian fratan koron; mi kvazaŭ vidas cin jam ...
(Dragul meu prieten, nu aș fi vrut niciodată ca pana mea să devină un tiran pentru tine. Din cele o sută de scrisori ale tale pot concluziona că anunțuri de acest fel trebuie să-ți fi rănit inima ta frățească; nu pot să te văd așa...)
Alfabetul conținea toate literele următoare:
a á b c ć d dź e é f g h ħ i j k l m n o ó p r s ś t u ŭ v z ź.
În această etapă v îl înlocuise pe w pentru sunetul [v]; inflexiunea verbală pentru persoană și număr a fost abandonată; pluralul la nominativ era -oj în loc de -es (precum și adjectivalul -o și adverbialul -e); iar cazurile substantivale au fost reduse la două (deși genitivul -es există încă și astăzi în corelativele posesive). Sufixul din cazul acuzativ a fost -l, dar în multe cazuri el a fost folosit doar la pronume: 
Ful-ći rudźo e ful-ći fiaro debá kini la princaŭ (Tiun-ĉi rozon kaj tiun-ĉi najtingalon devadis ricevi la princino) „Prințesa trebuia să primească acest trandafir și această privighetoare”.
În afară de forma de ortografiere de influență slavă (ć, dź, ħ, ś, ź pentru ĉ, ĝ, ĥ, ŝ, ĵ) în comparație cu limba modernă, anumite forme verbale imperfective (prezent și imperfect) aveau încă un accent pe ultima silabă:
prezent -è, imperfect -à, trecut (preterit) -u, viitor -uj, condițional -as, imperativ -ó și infinitiv -i.
Pronumele personale se terminau cu o (sau cu a pentru cele posesive: mo „eu”, ma „al meu”), dar există și alte diferențe aflate la persoana a III-a: 
| Pronume din 1881             | singular | plural |
| ---------------------------- | -------- | ------ |
| persoana I                   | mo       | no     |
| persoana a II-a              | to       | vo     |
| persoana a III-a masc./neut. | ro       | po     |
| persoana a III-a feminin     | śo       | po     |
| persoana a III-a reflexiv    | so       | so     |
În plus, a existat un nedeterminat o.
Corelativele au fost destul de apropiate, deși nu este clar dacă a existat o distincție între formele nedeterminate și relative (modernele i- și ki-; acestea ar putea corespunde lui kv- și k-) si nici nu sunt cunoscute formele posesive:
|          | -o      | -u      | -a  | -e  | -al | -el     | -am       | -om |
| -------- | ------- | ------- | --- | --- | --- | ------- | --------- | --- |
| ti-      | fo      | fu      | fa  | fi  | fej | fe      | fan       |     |
| ki- / i- | kvo, ko | kvu, ku | kva |     |     | kve, ke | kvan, kan | kom |
| ĉi-      | ćio     | ćiu     |     | ćii |     |         | ćian      |     |
| neni-    | fio     | fiu     |     |     |     |         | fian      |     |
Limba esperanto avea în această etapă o alternanță fonetică consonantică la verbe, cu o consoană surdă pentru o încercare a face ceva, și o consoană vocală pentru o reușită a face ceva. De exemplu, aŭti de a asculta (pe), aŭdi a auzi; trofi a căuta, trovi a găsi; prufi a argumenta (o idee), pruvi a dovedi. Urme ale acestora rămân în câteva perechi de cuvinte cum ar fi pesi „a cântări” (un element) și pezi „a cântări (a avea greutate)” (cf. derivațiilor lor pesilo „cântar” & pezilo „o greutate”).

## Tranziția la limba esperanto modernă în 1887
Zamenhof a perfecționat limba în următorii ani. Cele mai multe îmbunătățiri au provenit prin traducerea de literatură și poezie din alte limbi. Accentul final în conjugarea verbelor a fost respins în favoarea accentuării celei de-a doua vocale, iar forma veche de plural -s a substantivelor a devenit un semn al terminației timpurilor verbe, cu un imperfect -es rămas până aproape de publicare. Accentele ascuțite în stil slav ale diacriticelor au devenit circumflexe pentru a evita apariții unor sentimente de naționalism, iar noile forme de bază ale literelor ĵ, ĝ (pentru fostele ź, dź) au contribuit la păstrarea aspectului lexical germanic.
În 1887 Zamenhof a finalizat perfecționarea limbii prin publicarea Unua Libro („Prima Carte”), care conținea limba esperanto așa cum este astăzi. Într-o scrisoare către Nikolai Borovko, el a scris mai târziu,
„Am lucrat timp de șase ani pentru a perfecționa și testa limba, până când în anul 1887 ea mi-a părut complet pregătită.”—Zamenhof